# 腓骨

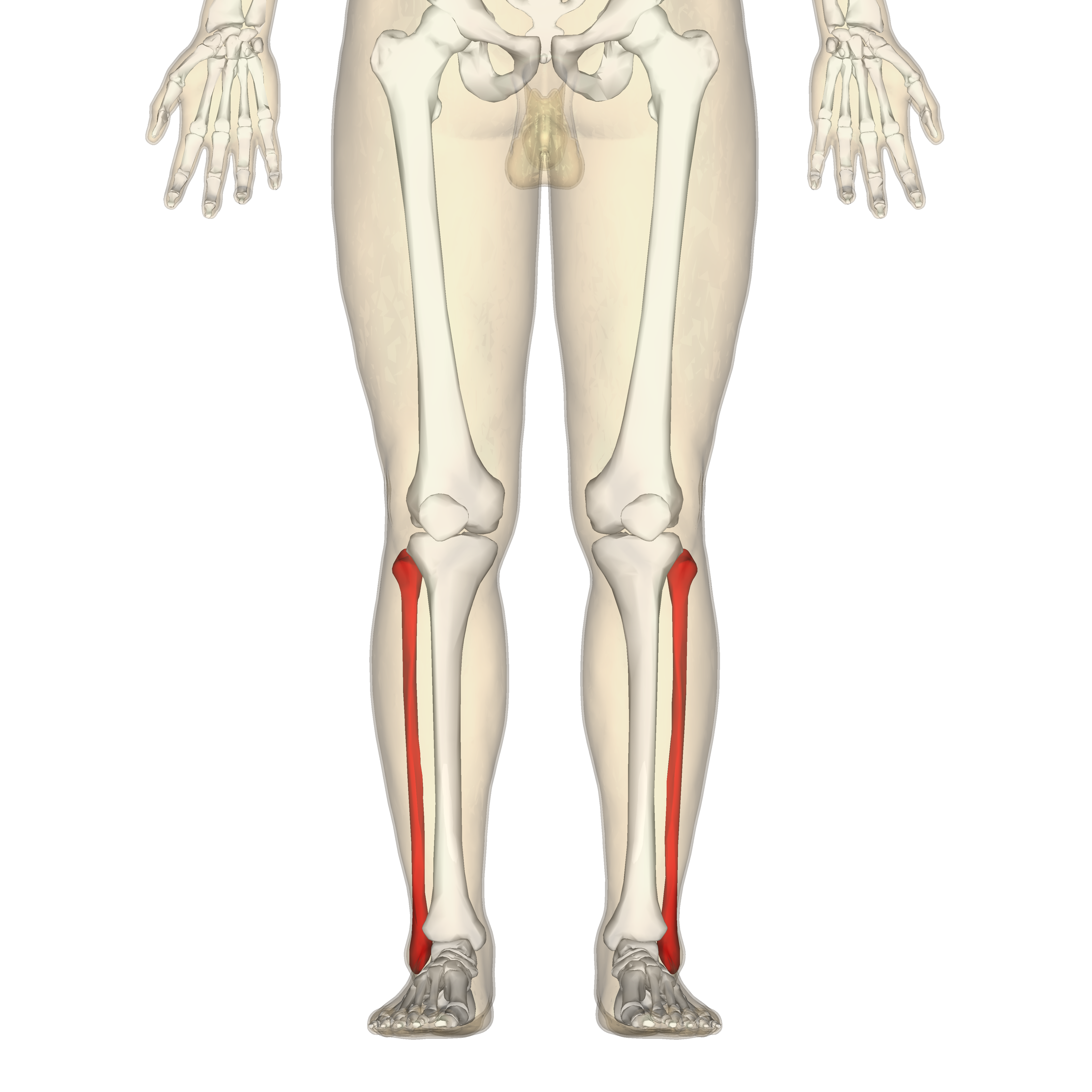
腓骨の位置

腓骨（ひこつ、ラテン語: fibula、英語: calf bone）は、四肢動物の後肢を構成する骨である。脛骨とともに膝から足首までを構成し、脛骨に対して外側背面を通っている。
脚および足の腓骨側を腓側（ひそく）という。医学用語の外側（がいそく）および日常語の外側（そとがわ）と同じである。腓側の反対側を脛側（けいそく）と呼ぶ。

## 腓骨と関節する骨
膨らんだ近位端は腓骨頭と呼ばれ、脛骨の外側顆の背面にある。腓骨頭の先端にはとがった腓骨頭尖があり、脛骨に面する部分に腓骨頭関節面がある。腓骨頭は膝関節の一部ではないが、大腿骨や脛骨と靱帯で結ばれている。
腓骨の骨体は三角柱状で、前縁、骨間縁、後縁の3つの稜線がある。
腓骨の遠位端は、脛骨、距骨とともに足首の関節を構成する。外側に張り出した外果（そとくるぶし）の内側には外果関節面があり、距骨に向かっている。

## 腓骨から起始する筋肉
- ヒラメ筋（腓骨頭、腓骨幹上部）
- 長腓骨筋（腓骨上部の外側面、腓骨頭）
- 短腓骨筋（腓骨上部の外側面）
- 第三腓骨筋（腓骨下部の前面）
- 長趾伸筋（腓骨前縁上方）
- 長母趾伸筋（腓骨）
- 後脛骨筋（腓骨後面）
- 長母趾屈筋（腓骨後面下部）

## 腓骨に停止する筋肉
- 大腿二頭筋（腓骨頭）

## 動物の腓骨
ほとんどの四肢動物では腓骨が退化しており、脛骨より細い。ヒトではかなり退化しており、腓骨がかなり細く、脛骨を支える役割しか持たない。ウマやウサギは腓骨がさらに退化しており、腓骨の下端が脛骨と融合している。1本の太い骨のようになっているので力強いジャンプができる。
両生類と爬虫類の多くは腓骨と脛骨が同じ太さなので、後ろ足で力強いジャンプができない。カエルは例外で、腓骨が脛骨と完全に融合し、骨が1本の太い「脛腓骨」となっているので、力強いジャンプができる。